# إيطالو فاسالو
إيطالو فاسالو هو لاعب كرة قدم إريتيري لعب في مركز الهجوم. ولد يوم 1 يناير عام 1940 في أسمرة عاصمة إريتريا الإيطالية، والده جندي إيطالي يدعى فيتوريو فاسالو، وأم إريتيرية. عندما كان مراهقًا كان يلعب مع أخيه لوتشيانو فاسالو لصالح نادي جي إس أسمرة. وفاز بالدوري الإثيوبي لكرة القدم أعوام 1962 و1963 و1965 لصالح نادي مصنع القطن ونادي دير داويرا ومن ثم انتقل إلى منتخب إثيوبيا لكرة القدم.

## وصلات خارجية
- إيطالو فاسالو على موقع الاتحاد الدولي (مؤرشف)  (الإنجليزية)
- إيطالو فاسالو على موقع قاعدة بيانات كرة القدم.إي يو (الإنجليزية)